# 新川町 (愛知県碧海郡)
新川町（しんかわちょう）は、かつて愛知県碧海郡にあった町である。
現在の碧南市の北部（山下町、松江町、田尻町、六軒町、丸山町、久沓町、堀方町、天王町、福清水町、道場山町、浅間町、山神町、新川町、篭田町、千福町、浜尾町、住吉町、金山町、東山町、西山町、鶴見町、相生町）に該当する（詳しくは碧南市の地名#旧新川町）。
油ヶ淵からの排水のために1705年（宝永2年）に開削された新川が名称の由来であり、町域は新川北岸に位置していた。

## 沿革

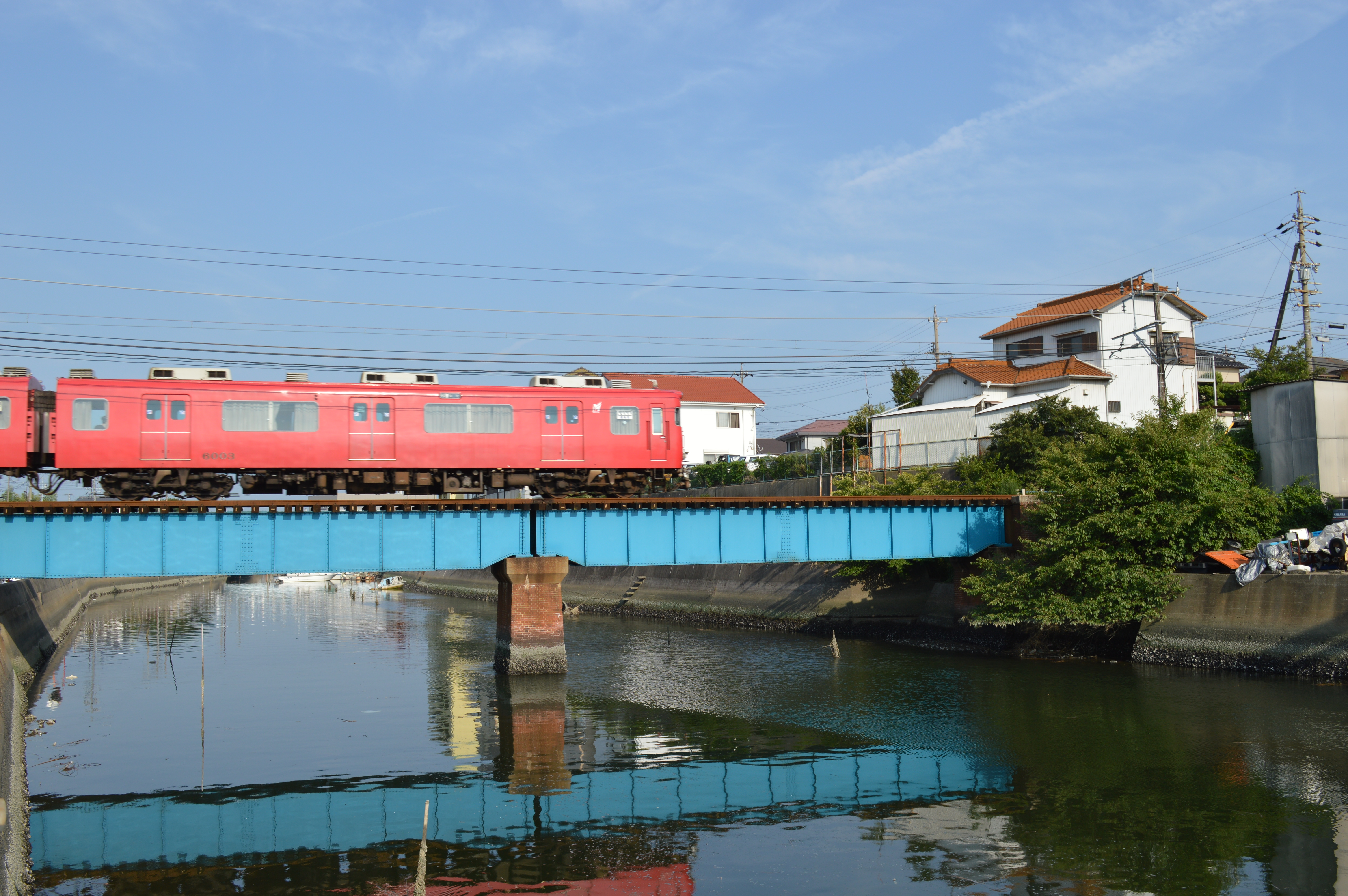
新川を超える名鉄三河線

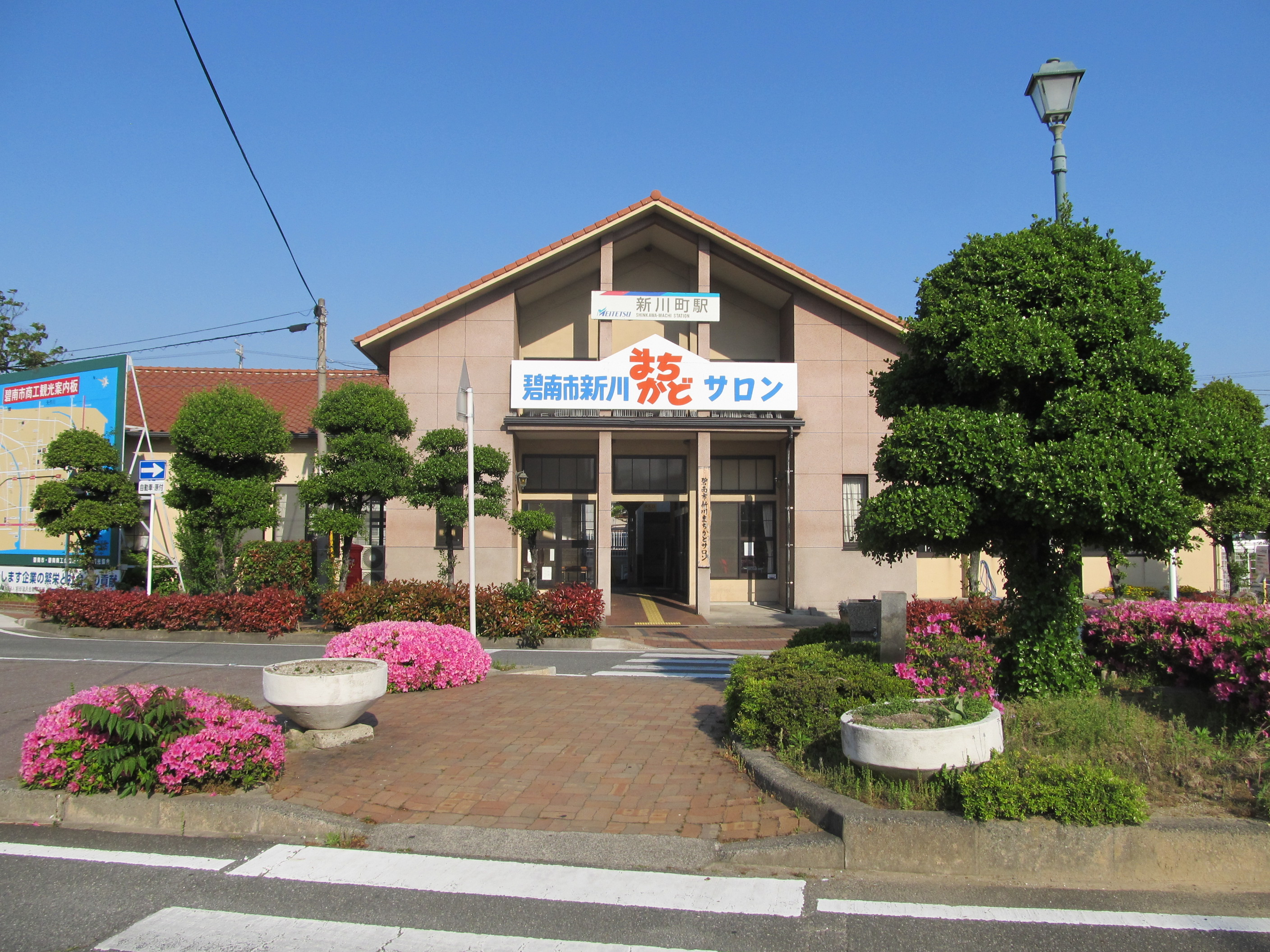
名鉄新川町駅

- 江戸時代末期、この地域は沼津藩領、寺社領などであった。
- 1883年（明治16年）
  - 5月8日 - 棚尾村の飛び地であった、東山・西山が分立し、北棚尾村となる。
  - 11月28日 - 大浜村の一部（新川北岸）が分立し、北大浜村となる。
- 1889年（明治22年）10月1日 - 北大浜村と北棚尾村が合併し、北大浜村となる。
- 1892年（明治25年）8月1日 - 北大浜村が町制施行、改称し新川町となる。
- 1948年（昭和23年）4月5日 - 大浜町、棚尾町、旭村と合併し碧南市が発足。新川町は廃止される。

## 教育

### 小学校
- 新川町立新川小学校 （現・碧南市立新川小学校）

### 中学校
- 新川町立新川中学校 （現・碧南市立新川中学校）

## 交通
- 名古屋鉄道三河線
  - 新川町駅・北新川駅
- 名古屋鉄道三河線新川口支線[1]
  - 新川口駅　（貨物駅）

## 神社・仏閣
- 新川神社

## 観光・娯楽
- 衣浦温泉街

1944年には明治航空基地の将校向けに特殊飲食店街が設置され、戦後には娼妓のいる花街となったが、1958年（昭和33年）の売春防止法施行に先立って1954年（昭和29年）から温泉街への転換が図られた。ピーク時の1957年（昭和32年）には10軒の旅館があり、1958年（昭和33年）には映画館「浜劇」が開館した。当初は知多湾に面していたが、埋め立てが進んだことで衣浦温泉街は廃れていった。
- 新川キネマ

劇場・映画館。名鉄三河線新川町駅の北東の千福町にあった。1929年（昭和4年）に開館し、1978年（昭和53年）に閉館した。閉館後も新川キネマ通りの名に残っている。
- 新盛座

劇場・映画館。新川駅西交差点から150m南にあった。1887年（明治20年）に開館し、1961年（昭和36年）に閉館した。1959年（昭和34年）9月26日の伊勢湾台風襲来時には三波春夫が当館で公演中だった。
- 浜劇

衣浦温泉街にあった映画館。1958年に開館し、1970年代初頭に閉館した。

## 出身有名人
- 中野四郎（元国土庁長官）

・服部長七 - 人造石工法を発明した土木技術者。1840年（天保11年）碧海郡棚尾村西山（のち碧海郡新川町）生まれ。